# Carinhanha
Carinhanha là một đô thị thuộc bang Bahia, Brasil. Đô thị này có diện tích 2751,856 km², dân số năm 2007 là 28517 người, mật độ 10,4 người/km².